# 承德广播电视台
承德广播电视台，为中华人民共和国河北省承德市的一家电视台，1985年开播。

## 旗下资产

### 电视频道
| 頻道名稱 | 语言   | 广播格式                    | 啟播時間 | 频道前身   | 備註                                                       | 備註 |
| 综合频道 | 普通話 | SD: PAL 576i 16:9 HD: 1080i |          | 承德电视台 | 承德市第一個無線電視頻道，現時以新聞、時事、專題類節目為主 |      |
| 公共频道 | 普通話 | SD: PAL 576i 16:9 HD: 1080i |          |            | 承德市第一個有線電視頻道，政策性電視頻道                   |      |

### 广播频率
| 頻道名稱     | 语言   | 频道频率       | 啟播時間 | 频道前身         | 備註                                                         |
| 综合广播     | 普通話 | FM89.1、FM93.8 |          | 承德人民广播电台 | 以新聞為主，集新聞性、公益性、服務性、監督性為一體的綜合頻率 |
| 交通文艺之声 | 普通話 | FM97.6         |          |                  | 主要為駕車人士服務的頻率，提供路況播報、文艺类節目           |
| 旅游生活广播 | 普通話 | FM97.7         |          |                  | 主要為遊客服務的頻率，提供生活資訊等節目                     |